# O sentido de um fim
The sense of an ending (no Brasil, O sentido de um fim) é um romance do escritor inglês Julian Barnes, publicado no Reino Unido em 2011. No Brasil, foi lançado no ano seguinte, pela Editora Rocco. Agraciado com o Man Booker Prize no mesmo ano de seu lançamento, ganhou uma adaptação para o cinema em 2017, produzida por Ritesh Batra e com Jim Broadbent no papel principal.
O romance é narrado por Anthony Webster (Tony), um historiador aposentado, que após receber de herança o diário de um de seus melhores amigos de juventude, Adrian Finn, tenta relembrar fatos ocorridos há quarenta anos, apesar das lacunas de sua memória.

## Enredo
Na primeira parte da obra, Tony Webster inicia a sua narrativa rememorando como conheceu aquele que viria a ser um de seus melhores amigos, Adrian Finn, que logo seria o quarto integrante do grupo formado por Tony, Alex e Colin. Durante uma aula de história, após ser indagado pelo Velho Joe Hunt acerca do reinado de Henrique VIII de Inglaterra, Adrian responde simplesmente que "alguma coisa aconteceu" durante o período, justificando-se ao afirmar que "existe uma linha de pensamento segundo a qual tudo o que se pode realmente dizer acerca de qualquer acontecimento histórico, até da eclosão da Primeira Guerra Mundial por exemplo, é que 'alguma coisa aconteceu'". Com essa provocação, Adrian é notado por Tony, que o procura no intervalo seguinte e se apresenta ao colega. A partir de então, Adrian passa a pertencer ao grupo de amigos de Tony, impressionando-os com sua inteligência, demonstrada por meio das respostas pouco convencionais que dava durante as aulas, por sua cultura e seus posicionamentos filosóficos, que de alguma forma o distinguiam dos demais. De acordo com Tony,
"Adrian, no entanto, nos incentivava a acreditar na aplicação do pensamento à vida, na ideia de que os princípios deviam guiar as ações. Antes, Alex era considerado o filósofo entre nós. Ele tinha lido coisas que os outros dois não tinham, e era capaz, por exemplo, de declarar num repente, 'Sobre o que não podemos falar, devemos calar'. Colin e eu refletíamos um pouco sobre esse pensamento em silêncio, depois ríamos e continuávamos conversando. Mas a chegada de Adrian tirou Alex do seu posto — ou melhor, nos deu outra opção de filósofo. Se Alex tinha lido Russell e Wittgenstein, Adrian tinha lido Camus e Nietzsche. Eu tinha lido George Orwell e Aldous Huxley; Colin tinha lido Baudelaire e Dostoievski. Isto é apenas uma ligeira caricatura".
No decorrer do ano letivo, um dos estudantes, Robson, comete suicídio após engravidar a namorada. O fato motiva discussões acaloradas entre os quatro amigos, ao ponto de Adrian compartilhar com os demais o famoso pensamento de Albert Camus, de que "o suicídio era a única questão filosófica verdadeira". Na última aula de história do ano, Adrian menciona o suicídio de Robson para exemplificar a definição de História que compartilhara com a classe, de que esta seria "aquela certeza fabricada no instante em que as imperfeições da memória se encontram com as falhas de documentação", argumentando que pouco poderia ser dito a respeito da morte do colega, dado que não se poderia contar com o testemunho deste sobre o ocorrido.
Após concluir a fase escolar, Adrian ganhou uma bolsa de estudos para Cambridge, Tony foi cursar história em Bristol, Colin foi para Sussex e Alex passou a trabalhar com o pai. Os rapazes passam a se corresponder por meio de cartas, e Tony começa a namorar Veronica Mary Elizabeth Ford, que cursava espanhol. Durante as férias, Tony foi convidado a passar um final de semana na casa da família Ford, em Kent, e ao relembrar o fato quatro décadas depois, o narrador não consegue estabelecer com precisão o que realmente ocorreu, embora se recorde do desconforto que sentira durante aqueles dias: 
"Eu me senti tão pouco à vontade que passei o fim de semana inteiro com prisão de ventre: esta é a minha principal recordação factual. O resto são impressões e lembranças pela metade que podem, portanto, atender exclusivamente aos meus interesses: por exemplo, a maneira como Veronica, apesar de me haver convidado, parecer a princípio se integrar à família e se juntar a ela para me observar — embora se isso foi a causa ou a consequência da minha insegurança eu não consiga agora determinar". 
Cerca de uma semana mais tarde, Tony apresentou Veronica aos seus amigos do colégio, mas a interação da moça com os outros rapazes (particularmente com Adrian que, assim como o irmão mais velho de Veronica, Jack, estudava ciências morais em Cambridge) deixou-o aborrecido. O casal continuou saindo durante todo o segundo ano, sem que Tony conseguisse obter de Veronica a intimidade que desejava, algo que ocorreu apenas após o término do relacionamento. Em seu último ano de faculdade, enquanto se preparava para os exames finais, Tony recebeu uma carta de Adrian, pedindo permissão para sair com Veronica. Nesse ponto, mais uma vez, Tony tem como obstáculo as imprecisões de sua memória, dado que não guardou a carta de Adrian. Sua recordação é a de que o amigo dissera que já estava saindo com Veronica. Quando Tony enfim resolveu responder à carta, opinou acerca dos escrúpulos morais do amigo e da ex-namorada, de acordo com as lembranças do narrador. Feito isso, decidiu excluir o casal de sua vida, para sempre.
Tempos depois, após retornar de uma temporada de seis meses nos Estados Unidos, Tony soube que Adrian cometera suicídio, após cortar os pulsos durante o banho. Tony demonstrou admiração pelo antigo amigo até mesmo em relação a este ato extremo, por enxergar nisto a consequência de um pensamento rigoroso, de uma reflexão lógica acerca da vida e da morte. O próprio Adrian deixara ao responsável pelo inquérito uma carta na qual explicava "que a vida é um presente concedido sem que a pessoa o tenha pedido; que a pessoa que pensa tem o dever filosófico de examinar tanto a natureza da vida quanto as condições que vêm com ela; e que se esta pessoa decide renunciar ao presente que ninguém pediu, ela tem o dever moral e humano de colocar em prática as consequências desta decisão". No primeiro aniversário da morte de Adrian, seus três amigos reuniram-se para celebrar a sua memória, jurando repetir o encontro anualmente, o que acabou não ocorrendo, pois cada um dos rapazes estava seguindo seu próprio caminho. Tony conheceu Margaret, casaram-se e três anos depois Susie nasceu. O casamento durou doze anos, e após o divórcio Tony teve alguns relacionamentos casuais. Sua filha cresceu, casou-se e lhe deu um casal de netos. Em suas reflexões sobre a vida, Tony definiu-a como sendo o resultado de algumas realizações e algumas decepções. Para o narrador, a história não é feita apenas pelas mentiras dos vencedores, como dissera décadas antes ao Velho Joe Hunt, sendo "feita mais das lembranças dos sobreviventes, que, geralmente, não são nem vitoriosos nem derrotados".